# Alfred-bülbül
Az Alfred-bülbül (Phyllastrephus alfredi) a madarak (Aves) osztályának verébalakúak (Passeriformes) rendjébe, ezen belül a bülbülfélék (Pycnonotidae) családjába tartozó faj.

## Rendszerezése
A fajt George Ernest Shelley angol geológus és ornitológus írta le 1903-ban, a Bleda nembe Bleda alfredi néven. Szerepelt a sárgacsíkos bülbül (Phyllastrephus flavostriatus) alfajaként Phyllastrephus flavostriatus alfredi néven is.

## Előfordulása
Afrika délkeleti részén, Tanzánia, Zambia és Malawi területén honos.

## Természetvédelmi helyzete
Az elterjedési területe nem nagy. A Természetvédelmi Világszövetség Vörös listáján nem szerepel.